# Eleições legislativas portuguesas de 2015 no distrito de Portalegre
| Eleições legislativas portuguesas de 2015 Distritos: Aveiro \| Beja \| Braga \| Bragança \| Castelo Branco \| Coimbra \| Évora \| Faro \| Guarda \| Leiria \| Lisboa \| Portalegre \| Porto \| Santarém \| Setúbal \| Viana do Castelo \| Vila Real \| Viseu \| Açores \| Madeira \| Estrangeiro |

## Resultados por concelho
Os resultados nos concelhos do Distrito de Portalegre foram os seguintes:

### Alter do Chão
| Partido                 | Partido                        | Votos | %               | +/-   |
| ----------------------- | ------------------------------ | ----- | --------------- | ----- |
|                         | Partido Socialista             | 742   | 42,35 / 100,00  | 13,24 |
|                         | Portugal à Frente              | 519   | 29,62 / 100,00  | 16,96 |
|                         | Coligação Democrática Unitária | 240   | 13,70 / 100,00  | 0,65  |
|                         | Bloco de Esquerda              | 111   | 6,34 / 100,00   | 2,95  |
|                         | PCTP/MRPP                      | 33    | 1,88 / 100,00   | 0,05  |
|                         | Outros                         | 53    | 3,02 / 100,00   |       |
| Votos Inválidos         | Votos Inválidos                | 54    | 3,09 / 100,00   | 0,51  |
| Total                   | Total                          | 1 752 | 100,00 / 100,00 |       |
| Eleitorado/Participação | Eleitorado/Participação        | 2 916 | 60,08 / 100,00  | 0,51  |

| Freguesia     | %     | %     | %     | %    | %    | Votantes |
| Freguesia     | PS    | PÀF   | CDU   | BE   | PCTP | Votantes |
| ------------- | ----- | ----- | ----- | ---- | ---- | -------- |
| Alter do Chão | 39,14 | 33,73 | 9,90  | 7,79 | 2,20 | 1 091    |
| Chancelaria   | 47,54 | 33,20 | 10,66 | 2,05 | 1,64 | 244      |
| Cunheira      | 62,69 | 14,51 | 8,29  | 6,74 | 2,07 | 193      |
| Seda          | 34,82 | 18,75 | 40,18 | 3,57 | 0,45 | 224      |
| Alter do Chão | 42,35 | 29,62 | 13,70 | 6,34 | 1,88 | 1 752    |

### Arronches
| Partido                 | Partido                        | Votos | %               | +/-   |
| ----------------------- | ------------------------------ | ----- | --------------- | ----- |
|                         | Partido Socialista             | 733   | 42,89 / 100,00  | 9,80  |
|                         | Portugal à Frente              | 579   | 33,88 / 100,00  | 15,16 |
|                         | Coligação Democrática Unitária | 133   | 7,78 / 100,00   | 0,29  |
|                         | Bloco de Esquerda              | 122   | 7,14 / 100,00   | 4,00  |
|                         | PCTP/MRPP                      | 30    | 1,76 / 100,00   | 0,19  |
|                         | Outros                         | 46    | 2,69 / 100,00   |       |
| Votos Inválidos         | Votos Inválidos                | 66    | 3,86 / 100,00   | 0,01  |
| Total                   | Total                          | 1 709 | 100,00 / 100,00 |       |
| Eleitorado/Participação | Eleitorado/Participação        | 2 669 | 64,03 / 100,00  | 5,78  |

| Freguesia | %     | %     | %    | %    | %    | Votantes |
| Freguesia | PS    | PÀF   | CDU  | BE   | PCTP | Votantes |
| --------- | ----- | ----- | ---- | ---- | ---- | -------- |
| Assunção  | 40,00 | 35,19 | 9,07 | 7,50 | 1,30 | 1 080    |
| Esperança | 48,38 | 35,91 | 3,74 | 4,74 | 1,25 | 401      |
| Mosteiros | 46,93 | 24,12 | 8,77 | 9,65 | 4,82 | 228      |
| Arronches | 42,89 | 33,88 | 7,78 | 7,14 | 1,76 | 1 709    |

### Avis
| Partido                 | Partido                        | Votos | %               | +/-  |
| ----------------------- | ------------------------------ | ----- | --------------- | ---- |
|                         | Coligação Democrática Unitária | 992   | 40,21 / 100,00  | 2,83 |
|                         | Partido Socialista             | 735   | 29,79 / 100,00  | 8,02 |
|                         | Portugal à Frente              | 405   | 16,42 / 100,00  | 8,90 |
|                         | Bloco de Esquerda              | 158   | 6,40 / 100,00   | 3,18 |
|                         | PCTP/MRPP                      | 42    | 1,70 / 100,00   | 0,02 |
|                         | Outros                         | 61    | 2,47 / 100,00   |      |
| Votos Inválidos         | Votos Inválidos                | 74    | 3,00 / 100,00   | 0,40 |
| Total                   | Total                          | 2 467 | 100,00 / 100,00 |      |
| Eleitorado/Participação | Eleitorado/Participação        | 3 702 | 66,64 / 100,00  | 0,46 |

| Freguesia            | %     | %     | %     | %    | %    | Votantes |
| Freguesia            | CDU   | PS    | PÀF   | BE   | PCTP | Votantes |
| -------------------- | ----- | ----- | ----- | ---- | ---- | -------- |
| Alcórrego e Maranhão | 64,52 | 13,98 | 7,17  | 6,45 | 3,58 | 279      |
| Aldeia Velha         | 46,24 | 23,70 | 15,61 | 5,20 | 1,73 | 173      |
| Avis                 | 34,80 | 30,09 | 19,81 | 6,96 | 1,61 | 934      |
| Benavila e Valongo   | 34,10 | 38,34 | 13,96 | 7,24 | 1,41 | 566      |
| Ervedal              | 41,37 | 29,17 | 20,24 | 4,76 | 1,49 | 336      |
| Figueira e Barros    | 41,90 | 32,96 | 14,53 | 5,03 | 0,56 | 179      |
| Avis                 | 40,21 | 29,79 | 16,42 | 6,40 | 1,70 | 2 467    |

### Campo Maior
| Partido                 | Partido                        | Votos | %               | +/-  |
| ----------------------- | ------------------------------ | ----- | --------------- | ---- |
|                         | Partido Socialista             | 2 148 | 48,85 / 100,00  | 4,73 |
|                         | Coligação Democrática Unitária | 761   | 17,31 / 100,00  | 1,26 |
|                         | Portugal à Frente              | 740   | 16,83 / 100,00  | 8,87 |
|                         | Bloco de Esquerda              | 473   | 10,76 / 100,00  | 5,71 |
|                         | PCTP/MRPP                      | 76    | 1,73 / 100,00   | 0,02 |
|                         | Outros                         | 103   | 2,33 / 100,00   |      |
| Votos Inválidos         | Votos Inválidos                | 96    | 2,19 / 100,00   | 1,37 |
| Total                   | Total                          | 4 397 | 100,00 / 100,00 |      |
| Eleitorado/Participação | Eleitorado/Participação        | 7 403 | 59,39 / 100,00  | 3,57 |

| Freguesia                            | %     | %     | %     | %     | %    | Votantes |
| Freguesia                            | PS    | CDU   | PÀF   | BE    | PCTP | Votantes |
| ------------------------------------ | ----- | ----- | ----- | ----- | ---- | -------- |
| Nossa Senhora da Expectação          | 46,93 | 14,97 | 19,51 | 11,15 | 1,60 | 1 937    |
| Nossa Senhora da Graça dos Degolados | 56,51 | 20,71 | 7,69  | 10,36 | 2,07 | 338      |
| São João Batista                     | 49,39 | 18,90 | 15,83 | 10,46 | 1,79 | 2 122    |
| Campo Maior                          | 48,85 | 17,31 | 16,83 | 10,76 | 1,73 | 4 397    |

### Castelo de Vide
| Partido                 | Partido                        | Votos | %               | +/-   |
| ----------------------- | ------------------------------ | ----- | --------------- | ----- |
|                         | Partido Socialista             | 809   | 42,65 / 100,00  | 11,80 |
|                         | Portugal à Frente              | 575   | 30,31 / 100,00  | 17,05 |
|                         | Bloco de Esquerda              | 204   | 10,75 / 100,00  | 5,95  |
|                         | Coligação Democrática Unitária | 109   | 5,75 / 100,00   | 1,63  |
|                         | PCTP/MRPP                      | 37    | 1,95 / 100,00   | 0,31  |
|                         | Pessoas–Animais–Natureza       | 22    | 1,16 / 100,00   | 0,53  |
|                         | Outros                         | 52    | 2,74 / 100,00   |       |
| Votos Inválidos         | Votos Inválidos                | 89    | 4,69 / 100,00   | 0,10  |
| Total                   | Total                          | 1 897 | 100,00 / 100,00 |       |
| Eleitorado/Participação | Eleitorado/Participação        | 2 943 | 64,46 / 100,00  | 1,99  |

| Freguesia                                | %     | %     | %     | %    | %    | %    | Votantes |
| Freguesia                                | PS    | PÀF   | BE    | CDU  | PCTP | PAN  | Votantes |
| ---------------------------------------- | ----- | ----- | ----- | ---- | ---- | ---- | -------- |
| Nossa Senhora da Graça de Póvoa e Meadas | 56,44 | 19,33 | 9,20  | 7,67 | 1,53 | 0,31 | 326      |
| Santa Maria da Devesa                    | 37,80 | 33,33 | 10,78 | 6,43 | 2,61 | 1,53 | 918      |
| Santiago Maior                           | 42,16 | 34,05 | 9,19  | 4,86 | 1,62 | 1,08 | 185      |
| São João Batista                         | 42,74 | 30,56 | 12,39 | 3,42 | 1,07 | 1,07 | 468      |
| Castelo de Vide                          | 42,65 | 30,31 | 10,75 | 5,75 | 1,95 | 1,16 | 1 897    |

### Crato
| Partido                 | Partido                        | Votos | %               | +/-   |
| ----------------------- | ------------------------------ | ----- | --------------- | ----- |
|                         | Partido Socialista             | 916   | 45,59 / 100,00  | 12,77 |
|                         | Portugal à Frente              | 572   | 28,47 / 100,00  | 13,69 |
|                         | Coligação Democrática Unitária | 224   | 11,15 / 100,00  | 2,61  |
|                         | Bloco de Esquerda              | 142   | 7,07 / 100,00   | 3,78  |
|                         | PCTP/MRPP                      | 42    | 2,09 / 100,00   | 0,54  |
|                         | Outros                         | 43    | 2,15 / 100,00   |       |
| Votos Inválidos         | Votos Inválidos                | 70    | 3,48 / 100,00   | 0,47  |
| Total                   | Total                          | 2 009 | 100,00 / 100,00 |       |
| Eleitorado/Participação | Eleitorado/Participação        | 3 214 | 62,51 / 100,00  | 1,98  |

| Freguesia                                     | %     | %     | %     | %    | %    | Votantes |
| Freguesia                                     | PS    | PÀF   | CDU   | BE   | PCTP | Votantes |
| --------------------------------------------- | ----- | ----- | ----- | ---- | ---- | -------- |
| Aldeia da Mata                                | 45,91 | 35,91 | 11,36 | 4,09 | 1,36 | 220      |
| Crato e Mártires, Flor da Rosa e Vale do Peso | 43,57 | 29,31 | 11,09 | 7,31 | 1,76 | 1 136    |
| Gáfete                                        | 47,75 | 24,59 | 11,68 | 8,81 | 2,46 | 488      |
| Monte da Pedra                                | 52,73 | 24,24 | 9,70  | 4,24 | 4,24 | 165      |
| Crato                                         | 45,59 | 28,47 | 11,15 | 7,07 | 2,09 | 2 009    |

### Elvas
| Partido                 | Partido                        | Votos  | %               | +/-   |
| ----------------------- | ------------------------------ | ------ | --------------- | ----- |
|                         | Partido Socialista             | 4 331  | 44,87 / 100,00  | 8,05  |
|                         | Portugal à Frente              | 2 728  | 28,26 / 100,00  | 14,66 |
|                         | Bloco de Esquerda              | 1 045  | 10,83 / 100,00  | 4,94  |
|                         | Coligação Democrática Unitária | 673    | 6,97 / 100,00   | 0,70  |
|                         | PCTP/MRPP                      | 159    | 1,65 / 100,00   | 0,17  |
|                         | Outros                         | 402    | 4,17 / 100,00   |       |
| Votos Inválidos         | Votos Inválidos                | 314    | 3,26 / 100,00   | 0,78  |
| Total                   | Total                          | 9 652  | 100,00 / 100,00 |       |
| Eleitorado/Participação | Eleitorado/Participação        | 19 646 | 49,13 / 100,00  | 1,23  |

| Freguesia                                   | %     | %     | %     | %     | %    | Votantes |
| Freguesia                                   | PS    | PÀF   | BE    | CDU   | PCTP | Votantes |
| ------------------------------------------- | ----- | ----- | ----- | ----- | ---- | -------- |
| Assunção, Ajuda, Salvador e Santo Ildefonso | 39,93 | 35,57 | 11,23 | 4,49  | 0,99 | 4 142    |
| Barbacena e Vila Fernando                   | 38,24 | 29,93 | 8,79  | 13,30 | 3,33 | 421      |
| Caia, São Pedro e Alcáçova                  | 52,88 | 21,28 | 11,05 | 5,80  | 1,83 | 2 190    |
| Santa Eulália                               | 55,17 | 21,77 | 7,20  | 9,04  | 1,66 | 542      |
| São Brás e São Lourenço                     | 48,01 | 28,34 | 9,77  | 5,50  | 1,10 | 727      |
| São Vicente e Ventosa                       | 53,54 | 17,59 | 8,92  | 12,07 | 2,10 | 381      |
| Terrugem e Vila Boim                        | 40,51 | 22,42 | 12,57 | 13,53 | 3,12 | 1 249    |
| Elvas                                       | 44,87 | 28,26 | 10,83 | 6,97  | 1,65 | 9 652    |

### Fronteira
| Partido                 | Partido                        | Votos | %               | +/-   |
| ----------------------- | ------------------------------ | ----- | --------------- | ----- |
|                         | Partido Socialista             | 814   | 44,19 / 100,00  | 10,75 |
|                         | Portugal à Frente              | 551   | 29,91 / 100,00  | 14,14 |
|                         | Coligação Democrática Unitária | 191   | 10,37 / 100,00  | 1,27  |
|                         | Bloco de Esquerda              | 157   | 8,52 / 100,00   | 4,24  |
|                         | PCTP/MRPP                      | 33    | 1,79 / 100,00   | 0,01  |
|                         | Outros                         | 37    | 2,01 / 100,00   |       |
| Votos Inválidos         | Votos Inválidos                | 59    | 3,20 / 100,00   | 0,01  |
| Total                   | Total                          | 1 842 | 100,00 / 100,00 |       |
| Eleitorado/Participação | Eleitorado/Participação        | 2 805 | 65,67 / 100,00  | 2,90  |

| Freguesia      | %     | %     | %     | %    | %    | Votantes |
| Freguesia      | PS    | PÀF   | CDU   | BE   | PCTP | Votantes |
| -------------- | ----- | ----- | ----- | ---- | ---- | -------- |
| Cabeço de Vide | 47,24 | 21,52 | 16,00 | 8,76 | 2,10 | 525      |
| Fronteira      | 42,31 | 34,13 | 6,67  | 9,24 | 1,78 | 1 125    |
| São Saturnino  | 46,88 | 28,13 | 16,67 | 3,65 | 1,04 | 192      |
| Fronteira      | 44,19 | 29,91 | 10,37 | 8,52 | 1,79 | 1 842    |

### Gavião
| Partido                 | Partido                        | Votos | %               | +/-   |
| ----------------------- | ------------------------------ | ----- | --------------- | ----- |
|                         | Partido Socialista             | 1 273 | 53,02 / 100,00  | 10,90 |
|                         | Portugal à Frente              | 512   | 21,32 / 100,00  | 11,54 |
|                         | Coligação Democrática Unitária | 229   | 9,54 / 100,00   | 1,94  |
|                         | Bloco de Esquerda              | 203   | 8,45 / 100,00   | 3,34  |
|                         | PCTP/MRPP                      | 45    | 1,87 / 100,00   | 0,19  |
|                         | Outros                         | 82    | 3,41 / 100,00   |       |
| Votos Inválidos         | Votos Inválidos                | 57    | 2,37 / 100,00   | 1,63  |
| Total                   | Total                          | 2 401 | 100,00 / 100,00 |       |
| Eleitorado/Participação | Eleitorado/Participação        | 3 615 | 66,42 / 100,00  | 3,32  |

| Freguesia        | %     | %     | %     | %    | %    | Votantes |
| Freguesia        | PS    | PÀF   | CDU   | BE   | PCTP | Votantes |
| ---------------- | ----- | ----- | ----- | ---- | ---- | -------- |
| Belver           | 64,45 | 14,22 | 8,53  | 4,98 | 2,13 | 422      |
| Comenda          | 48,34 | 17,81 | 16,05 | 7,83 | 2,35 | 511      |
| Gavião e Atalaia | 48,63 | 27,54 | 6,54  | 9,77 | 1,27 | 1 024    |
| Margem           | 57,66 | 17,79 | 9,91  | 9,46 | 2,48 | 444      |
| Gavião           | 53,02 | 21,32 | 9,54  | 8,45 | 1,87 | 2 401    |

### Marvão
| Partido                 | Partido                        | Votos | %               | +/-   |
| ----------------------- | ------------------------------ | ----- | --------------- | ----- |
|                         | Partido Socialista             | 723   | 41,67 / 100,00  | 7,75  |
|                         | Portugal à Frente              | 632   | 36,43 / 100,00  | 13,39 |
|                         | Bloco de Esquerda              | 143   | 8,24 / 100,00   | 5,14  |
|                         | Coligação Democrática Unitária | 64    | 3,69 / 100,00   | 0,80  |
|                         | PCTP/MRPP                      | 25    | 1,44 / 100,00   | 0,25  |
|                         | Outros                         | 65    | 3,75 / 100,00   |       |
| Votos Inválidos         | Votos Inválidos                | 83    | 4,78 / 100,00   | 0,14  |
| Total                   | Total                          | 1 735 | 100,00 / 100,00 |       |
| Eleitorado/Participação | Eleitorado/Participação        | 2 917 | 59,48 / 100,00  | 1,01  |

| Freguesia                | %     | %     | %    | %    | %    | Votantes |
| Freguesia                | PS    | PÀF   | BE   | CDU  | PCTP | Votantes |
| ------------------------ | ----- | ----- | ---- | ---- | ---- | -------- |
| Beirã                    | 46,89 | 30,29 | 9,96 | 3,32 | 1,24 | 241      |
| Santa Maria de Marvão    | 47,03 | 33,33 | 5,94 | 1,83 | 1,83 | 219      |
| Santo António das Areias | 45,85 | 31,47 | 8,63 | 4,40 | 1,18 | 591      |
| São Salvador da Aramenha | 34,50 | 43,86 | 8,04 | 3,80 | 1,61 | 684      |
| Marvão                   | 41,67 | 36,43 | 8,24 | 3,69 | 1,44 | 1 735    |

### Monforte
| Partido                 | Partido                        | Votos | %               | +/-   |
| ----------------------- | ------------------------------ | ----- | --------------- | ----- |
|                         | Partido Socialista             | 761   | 46,04 / 100,00  | 11,01 |
|                         | Portugal à Frente              | 409   | 24,74 / 100,00  | 15,96 |
|                         | Coligação Democrática Unitária | 259   | 15,67 / 100,00  | 0,73  |
|                         | Bloco de Esquerda              | 123   | 7,44 / 100,00   | 4,41  |
|                         | PCTP/MRPP                      | 35    | 2,12 / 100,00   | 0,40  |
|                         | Outros                         | 32    | 1,92 / 100,00   |       |
| Votos Inválidos         | Votos Inválidos                | 34    | 2,06 / 100,00   | 0,45  |
| Total                   | Total                          | 1 653 | 100,00 / 100,00 |       |
| Eleitorado/Participação | Eleitorado/Participação        | 2 741 | 60,31 / 100,00  | 0,58  |

| Freguesia    | %     | %     | %     | %    | %    | Votantes |
| Freguesia    | PS    | PÀF   | CDU   | BE   | PCTP | Votantes |
| ------------ | ----- | ----- | ----- | ---- | ---- | -------- |
| Assumar      | 40,59 | 19,19 | 29,15 | 4,43 | 2,95 | 271      |
| Monforte     | 42,72 | 33,01 | 10,68 | 7,49 | 2,36 | 721      |
| Santo Aleixo | 58,31 | 17,24 | 12,54 | 7,21 | 1,25 | 319      |
| Vaiamonte    | 45,91 | 18,71 | 18,42 | 9,94 | 1,75 | 342      |
| Monforte     | 46,04 | 24,74 | 15,67 | 7,44 | 2,12 | 1 653    |

### Nisa
| Partido                 | Partido                        | Votos | %               | +/-   |
| ----------------------- | ------------------------------ | ----- | --------------- | ----- |
|                         | Partido Socialista             | 1 661 | 42,89 / 100,00  | 10,22 |
|                         | Portugal à Frente              | 1 131 | 29,20 / 100,00  | 15,96 |
|                         | Coligação Democrática Unitária | 462   | 11,93 / 100,00  | 1,12  |
|                         | Bloco de Esquerda              | 269   | 6,95 / 100,00   | 3,56  |
|                         | PCTP/MRPP                      | 73    | 1,88 / 100,00   | 0,10  |
|                         | Outros                         | 141   | 3,64 / 100,00   |       |
| Votos Inválidos         | Votos Inválidos                | 136   | 3,51 / 100,00   | 0,50  |
| Total                   | Total                          | 3 873 | 100,00 / 100,00 |       |
| Eleitorado/Participação | Eleitorado/Participação        | 6 416 | 60,36 / 100,00  | 1,02  |

| Freguesia                                          | %     | %     | %     | %     | %    | Votantes |
| Freguesia                                          | PS    | PÀF   | CDU   | BE    | PCTP | Votantes |
| -------------------------------------------------- | ----- | ----- | ----- | ----- | ---- | -------- |
| Alpalhão                                           | 35,61 | 41,79 | 10,73 | 5,37  | 0,81 | 615      |
| Arez e Amieira do Tejo                             | 47,43 | 24,26 | 12,13 | 4,04  | 2,94 | 272      |
| Espírito Santo, Nossa Senhora da Graça e São Simão | 42,39 | 28,06 | 12,25 | 8,18  | 1,87 | 1 821    |
| Montalvão                                          | 45,07 | 22,54 | 11,74 | 10,33 | 3,29 | 213      |
| Santana                                            | 53,17 | 11,51 | 17,86 | 4,37  | 2,78 | 252      |
| São Matias                                         | 41,25 | 36,25 | 13,13 | 3,13  | 0,63 | 160      |
| Tolosa                                             | 45,37 | 30,00 | 9,07  | 7,04  | 2,04 | 540      |
| Nisa                                               | 42,89 | 29,20 | 11,93 | 6,95  | 1,88 | 3 873    |

### Ponte de Sôr
| Partido                 | Partido                        | Votos  | %               | +/-   |
| ----------------------- | ------------------------------ | ------ | --------------- | ----- |
|                         | Partido Socialista             | 3 318  | 40,52 / 100,00  | 11,13 |
|                         | Portugal à Frente              | 1 768  | 21,59 / 100,00  | 13,96 |
|                         | Coligação Democrática Unitária | 1 541  | 18,82 / 100,00  | 2,40  |
|                         | Bloco de Esquerda              | 809    | 9,88 / 100,00   | 4,79  |
|                         | PCTP/MRPP                      | 166    | 2,03 / 100,00   | 0,30  |
|                         | Outros                         | 317    | 3,87 / 100,00   |       |
| Votos Inválidos         | Votos Inválidos                | 269    | 3,29 / 100,00   | 0,55  |
| Total                   | Total                          | 8 188  | 100,00 / 100,00 |       |
| Eleitorado/Participação | Eleitorado/Participação        | 14 709 | 55,67 / 100,00  | 1,13  |

| Freguesia                            | %     | %     | %     | %     | %    | Votantes |
| Freguesia                            | PS    | PÀF   | CDU   | BE    | PCTP | Votantes |
| ------------------------------------ | ----- | ----- | ----- | ----- | ---- | -------- |
| Foros de Arrão                       | 33,14 | 12,12 | 39,02 | 9,09  | 2,08 | 528      |
| Galveias                             | 35,24 | 23,44 | 19,06 | 9,27  | 3,54 | 593      |
| Longomel                             | 52,78 | 10,49 | 17,97 | 10,65 | 3,34 | 629      |
| Montargil                            | 31,09 | 20,37 | 34,28 | 7,44  | 1,95 | 1 129    |
| Ponte de Sor, Tramaga e Vale de Açor | 42,40 | 23,90 | 13,60 | 10,45 | 1,71 | 5 309    |
| Ponte de Sor                         | 40,52 | 21,59 | 18,82 | 9,88  | 2,03 | 8 188    |

### Portalegre
| Partido                 | Partido                        | Votos  | %               | +/-   |
| ----------------------- | ------------------------------ | ------ | --------------- | ----- |
|                         | Partido Socialista             | 5 171  | 40,52 / 100,00  | 12,41 |
|                         | Portugal à Frente              | 4 368  | 34,22 / 100,00  | 19,30 |
|                         | Bloco de Esquerda              | 1 250  | 9,79 / 100,00   | 5,34  |
|                         | Coligação Democrática Unitária | 831    | 6,51 / 100,00   | 0,17  |
|                         | Pessoas–Animais–Natureza       | 135    | 1,06 / 100,00   | 0,42  |
|                         | PCTP/MRPP                      | 131    | 1,03 / 100,00   | 0,12  |
|                         | Outros                         | 343    | 2,69 / 100,00   |       |
| Votos Inválidos         | Votos Inválidos                | 534    | 4,19 / 100,00   | 0,30  |
| Total                   | Total                          | 12 763 | 100,00 / 100,00 |       |
| Eleitorado/Participação | Eleitorado/Participação        | 21 266 | 60,02 / 100,00  | 0,04  |

| Freguesia                   | %     | %     | %     | %     | %    | %    | Votantes |
| Freguesia                   | PS    | PÀF   | BE    | CDU   | PAN  | PCTP | Votantes |
| --------------------------- | ----- | ----- | ----- | ----- | ---- | ---- | -------- |
| Alagoa                      | 35,67 | 41,08 | 10,83 | 3,50  | 0,32 | 1,27 | 314      |
| Alegrete                    | 43,46 | 40,07 | 6,17  | 2,66  | 0,36 | 1,21 | 826      |
| Fortios                     | 40,93 | 28,39 | 10,98 | 10,05 | 1,87 | 0,93 | 965      |
| Reguengo e São Julião       | 35,66 | 42,83 | 7,17  | 4,04  | 1,29 | 1,84 | 544      |
| Ribeira de Nisa e Carreiras | 38,69 | 39,19 | 7,14  | 4,56  | 1,19 | 0,99 | 1 008    |
| Sé e São Lourenço           | 40,49 | 33,49 | 10,17 | 7,06  | 1,09 | 0,94 | 8 073    |
| Urra                        | 43,76 | 29,24 | 12,29 | 6,10  | 0,58 | 1,16 | 1 033    |
| Portalegre                  | 40,52 | 34,22 | 9,79  | 6,51  | 1,06 | 1,03 | 12 763   |

### Sousel
| Partido                 | Partido                        | Votos | %               | +/-   |
| ----------------------- | ------------------------------ | ----- | --------------- | ----- |
|                         | Partido Socialista             | 902   | 33,83 / 100,00  | 4,97  |
|                         | Portugal à Frente              | 814   | 30,53 / 100,00  | 13,93 |
|                         | Coligação Democrática Unitária | 475   | 17,82 / 100,00  | 1,19  |
|                         | Bloco de Esquerda              | 218   | 8,18 / 100,00   | 5,56  |
|                         | PCTP/MRPP                      | 74    | 2,78 / 100,00   | 0,41  |
|                         | Outros                         | 92    | 3,46 / 100,00   |       |
| Votos Inválidos         | Votos Inválidos                | 91    | 3,42 / 100,00   | 0,31  |
| Total                   | Total                          | 2 666 | 100,00 / 100,00 |       |
| Eleitorado/Participação | Eleitorado/Participação        | 4 227 | 63,07 / 100,00  | 3,36  |

| Freguesia   | %     | %     | %     | %    | %    | Votantes |
| Freguesia   | PS    | PÀF   | CDU   | BE   | PCTP | Votantes |
| ----------- | ----- | ----- | ----- | ---- | ---- | -------- |
| Cano        | 36,38 | 32,12 | 12,79 | 9,28 | 2,13 | 657      |
| Casa Branca | 33,59 | 22,39 | 25,31 | 7,82 | 3,99 | 652      |
| Santo Amaro | 40,05 | 32,20 | 13,09 | 6,81 | 3,14 | 382      |
| Sousel      | 29,85 | 34,26 | 18,05 | 8,21 | 2,26 | 975      |
| Sousel      | 33,83 | 30,53 | 17,82 | 8,18 | 2,78 | 2 666    |